# خوسيه ر. رودريغيز
خوسيه ر. رودريغيز (بالإنجليزية: José R. Rodríguez)‏ هو محامي وسياسي أمريكي، ولد في 1 مارس 1948 في اليس في الولايات المتحدة. حزبياً، نشط في الحزب الديمقراطي. وقد انتخب عضو مجلس ولاية تكساس.

## وصلات خارجية
- الموقع الرسمي